# فلورانس هندرسون
 فلورانس هندرسون (انگلیسی: Florence Henderson؛ زادهٔ ۱۴ فوریهٔ ۱۹۳۴-درگذشته ۲۴ نوامبر ۲۰۱۶) یک هنرپیشه، و خواننده اهل ایالات متحده آمریکا بود. وی از سال ۱۹۵۴ میلادی تا ۲۰۱۶ فعالیت کرد. هندرسون در لس آنجلس در تاریخ ۲۴ نوامبر ۲۰۱۶ فوت کرده‌است. از فیلم‌های معروف او می‌توان به بازی در حرکت دلقک اشاره کرد.